# Pavel Kohout
Pavel Kohout (Praga, 20 luglio 1928) è uno scrittore, drammaturgo e poeta ceco naturalizzato austriaco.

## Biografia
Sostenitore della Primavera di Praga del 1968 e membro del Partito Comunista della Cecoslovacchia, per le sue posizioni fu costretto a trasferirsi in Austria negli anni settanta.
Era stato anche uno dei fondatori e membro della Charta 77, e anche per questo fu costretto in esilio. Dissidente ma anche grande artista, ha fondato una compagnia teatrale in patria con gli attori Pavel Landovsky, Vlasta Chramostova, Vlastimil Tresnak e la figlia Tereza Bouckova per rappresentare un'interpretazione personale del Macbeth di Shakespeare a Praga (a questa rappresentazione è ispirato il film Dogg's Hamlet, Cahoot's Macbeth del regista inglese Tom Stoppard).
La sua opera più conosciuta è il dramma Povero assassino (Poor Murderer), rappresentato a Broadway nel 1976, basata su un'opera del grande Leonid Nikolaevič Andreev. Come scrittore, si ricordano alcuni importanti romanzi: Il libro bianco (sulla vita sotto il Comunismo), Io sono neve (storia movimentata sull'apertura della polizia riguardo ai nomi di vittime e interrogati, su abusi e ingiustizie commesse per ordine del regime comunista), La vedova killer (un giallo ambientato nella Praga occupata dalla Germania nazista durante la Seconda guerra mondiale) e La donna-boia (sulla storia dei carnefici e delle carneficine)